# Szojuz TMA–22
A Szojuz TMA–22 a Szojuz–TMA orosz háromszemélyes szállító/mentőűrhajó űrrepülése volt 2011-ben és 2012-ben. A 65. emberes repülés a Nemzetközi Űrállomásra (ISS).

## Küldetés
Hosszú távú cserelegénységet szállított a Nemzetközi Űrállomás fedélzetére. A tudományos és kísérleti feladatokon túl az űrhajók cseréje volt szükségszerű. A sorozat utolsó analóg vezérlésű űregysége.

## Jellemzői
2011. november 14-én a Bajkonuri űrrepülőtér indítóállomásról egy Szojuz–FG juttatta Föld körüli, közeli körpályára. Több pályamódosítást követően november 16-án a Nemzetközi Űrállomást (ISS) automatikus vezérléssel megközelítette, majd sikeresen dokkolt. Az orbitális egység pályája 88,8 perces, 51,64°-os hajlásszögű, elliptikus pálya perigeuma 201 km, apogeuma 259 km volt.
Az időszakos karbantartó munkálatok mellett elvégezték az előírt kutatási, kísérleti és tudományos feladatokat. A legénység több mikrogravitációs kísérletet, emberi, biológiai és biotechnológiai, fizikai és anyagtudományi, technológiai kutatást, valamint a Földdel és a világűrrel kapcsolatos kutatást végeztek. Az M–12M nem tudott (a rakétamotor ellátását biztosító szivattyú hibája miatt) pályára állni, visszazuhant a Föld légkörébe, a szállított ellátmány elveszett. Fogadták a teherűrhajókat (M–13M, M–14M), kirámolták a szállítmányokat, illetve bepakolták a keletkezett hulladékot. Az STS–135, az Atlantis űrrepülőgép legutolsó repülése volt, közel egy évnyi készletet vitt az alapellátás biztosítására, mellette tudományos felszereléseket és tartalék alkatrészeket szállított.
2012. április 27-én Arkalik városától hagyományos visszatéréssel, a tervezett leszállási körzettől mintegy 88 km-re ért Földet. Összesen 165 napot, 7 órát és 31 percet töltött a világűrben. 2580 alkalommal kerülte meg a Földet.

## Személyzet

### Felszállásnál
- Anton Nyikolajevics Skaplerov parancsnok,  Oroszország
- Anatolij Alekszejevics Ivanyisin fedélzeti mérnök,  Oroszország
- Daniel Christopher Burbank fedélzeti mérnök,  Egyesült Államok

### Leszálláskor
- Anton Nyikolajevics Skaplerov paranvsnok,  Oroszország
- Anatolij Alekszejevics Ivanyisin fedélzeti mérnök,  Oroszország
- Daniel Christopher Burbank fedélzeti mérnök,  Egyesült Államok

### Tartalék személyzet
- Gennagyij Ivanovics Padalka  parancsnok,  Oroszország
- Szergej Nyikolajevics Revin fedélzeti mérnök,  Oroszország
- Joseph Michael Acaba fedélzeti mérnök,  Egyesült Államok